# جيم لي هنت
جيم لي هنت (بالإنجليزية: Jim Lee Hunt)‏ هو لاعب كرة قدم أمريكية أمريكي، ولد في 5 أكتوبر 1938 في أتلانتا في الولايات المتحدة، وتوفي في 22 نوفمبر 1975 في بوسطن في الولايات المتحدة.

## وصلات خارجية
- جيم لي هنت على موقع مرجع كرة القدم المحترفة.كوم (الإنجليزية)